# 安东·拉维
安东·拉维（英語：Anton Szandor LaVey，原名霍华德·斯坦顿·拉维〔〕，1930年4月11日—1997年10月29日）是一名美國作家、音樂家和神秘學家。他是撒旦教會的创始人，以及撒旦崇拜的推崇者。他撰寫了幾本書籍，包括《撒旦聖經》、《撒旦儀式》、《撒旦女巫》、《魔鬼筆記本》和《撒旦如是說！》。另外，他推出過三張音樂專輯，包括《撒旦彌撒》、《撒旦放假》和《古怪音樂》。
拉维主张的是一种建立于个人主义和放纵世俗享乐之上的撒旦主义。他并不认为撒旦是一个精神实质，相反，他认为撒旦是一个具有人世间世俗价值的文学象征。他于1966年4月30日的瓦爾普吉斯之夜（Walpurgis Night）宣布当年为撒旦紀元的元年，建立了撒旦教會，并於1969年写成了《撒旦圣经》。